# Raisa Vasilieva
Raisa Nikonovna Vasilieva (în rusă Раиса Никоновна Васильева; n. 15 octombrie 1948, Šmatai, RSS Lituaniană) este o cântăreață sovietică și rusă. Artista populară a RSFSR (1983).
Vasilieva a fost artista favorită a ministrului sovietic al radioului și televiziunii Serghei Lapin. Cântecele ei au fost foarte populare în fosta Uniune Sovietică, iar una dintre cele mai cunoscute cântece ale ei „De unde începe Patria?” a fost difuzat în fiecare dimineață la radioul din Tiraspol din 1973 până în 1991.